# Coracomyia woodi
Coracomyia woodi là một loài ruồi trong họ Tachinidae.